# Çiftlikköy, Yakutiye
Çiftlikköy là một xã thuộc huyện Yakutiye, tỉnh Erzurum, Thổ Nhĩ Kỳ.